# Zdeněk Zikán
Zdeněk Zikán (ur. 10 listopada 1937 w Pradze, zm. 14 lutego 2013 w Pradze) – czeski piłkarz grający na pozycji pomocnika. W swojej karierze rozegrał 4 mecze w reprezentacji Czechosłowacji i strzelił w nich 5 goli.

## Kariera klubowa
Karierę piłkarską Zikán rozpoczął w klubie Motorlet Praga. W 1956 roku odszedł do Sparty Praga, ale jeszcze w tym samym roku wrócił do Motorletu. W 1957 roku grał w Dukli Praga, a następnie odszedł do Dukli Pardubice. Z kolei w latach 1960–1970 występował w Spartaku Hradec Králové. Karierę kończył w 1970 roku w klubie Transporta Chrudim.

## Kariera reprezentacyjna
W reprezentacji Czechosłowacji Zikán zadebiutował 2 kwietnia 1958 w wygranym 3:2 towarzyskim meczu z RFN, w którym zdobył gola. W tym samym roku został powołany do kadry na mistrzostwa świata w Szwecji. Na tym turnieju zagrał w trzech meczach: z RFN (2:2 i gol), z Argentyną (6:1 i dwa gole) i z Irlandią Północną (1:2 i gol). W kadrze narodowej rozegrał 4 mecze (wszystkie w 1958 roku), w których zdobył 5 bramek.